# Ортакшильський сільський округ
Ортакши́льський сільський округ (каз. Ортақшыл ауылдық округі, рос. Ортакшыльский сельский округ) — адміністративна одиниця у складі Шиєлійського району Кизилординської області Казахстану. Адміністративний центр — село Ортакшил.
Населення — 1448 осіб (2021; 1210 у 2009, 1558 у 1999, 1560 у 1989).
Станом на 1989 рік існувала Жулецька сільська рада (села Жуан-Тюбе, Жулек, Кзил-Каїн, Ортакшил). Пізніше села Кизилкаїн та Ортакшил утворили окремий Ортакшильський сільський округ.

## Склад
До складу округу входять такі населені пункти:
| Населений пункт | Колишні назви | Населення, осіб (1989) | Населення, осіб (1999) | Населення, осіб (2009) | Населення, осіб (2021) |
| --------------- | ------------- | ---------------------- | ---------------------- | ---------------------- | ---------------------- |
| Кизилкаїн, село | Кзил-Каїн     | 268                    | 230                    | 229                    | 203                    |
| Ортакшил, село  | -             | 1292                   | 1328                   | 981                    | 1245                   |